# Piper permucronatum
Piper permucronatum är en pepparväxtart som beskrevs av Truman George Yuncker. Piper permucronatum ingår i släktet Piper och familjen pepparväxter. Utöver nominatformen finns också underarten P. p. ciliatum.